# Historias de la puta mili
 (mars 2023).
Si vous disposez d'ouvrages ou d'articles de référence ou si vous connaissez des sites web de qualité traitant du thème abordé ici, merci de compléter l'article en donnant les références utiles à sa vérifiabilité et en les liant à la section « Notes et références ».
Pour les articles homonymes, voir Historias de la puta mili (homonymie).
Historias de la puta mili (« histoires de la pute mili[taire] ») est une série de bande dessinée humoristique espagnole créée en 1986 par le dessinateur Ivà pour la revue satirique El Jueves et interrompue par le décès de son créateur en 1993.

## Présentation
La série dépeint de façon humoristique l'armée espagnole, et plus précisément les conscrits du service militaire obligatoire, la présentant, à travers de courtes scènes, comme incompétente et désorganisée.

## Histoire éditoriale
Historias de la puta mili est apparue dans l'hebdomadaire humoristique El Jueves no 476 du 9 juillet 1986.
En juillet 1992, les éditions El Jueve lancent un hebdomadaire centré sur la série, Puta Mili (es), publié jusqu'en 1997.
Entre 2015 et 2017, Dolmen Editorial (es) a publié l'intégrale des histoires parues entre 1986 et 1993.

## Adaptations
La série, populaire en Espagne, a été adaptée au théâtre en 1990, puis à la télévision par Jesús Font (Historias de la puta mili (es)) et au cinéma par Manuel Esteban (Historias de la puta mili) en 1994.